# Yves Hézard
Yves Hézard, né le 20 octobre 1948 à Donzy (Nièvre), est un  coureur cycliste français, professionnel de 1971 à 1981. Il dispute sept fois le Tour de France et une fois le Tour d’Italie au cours de sa carrière. Il devient ensuite entraineur national, directeur sportif de l'équipe cycliste La Vie claire puis responsable sport-marketing chez l'équipementier Mavic.

## Biographie

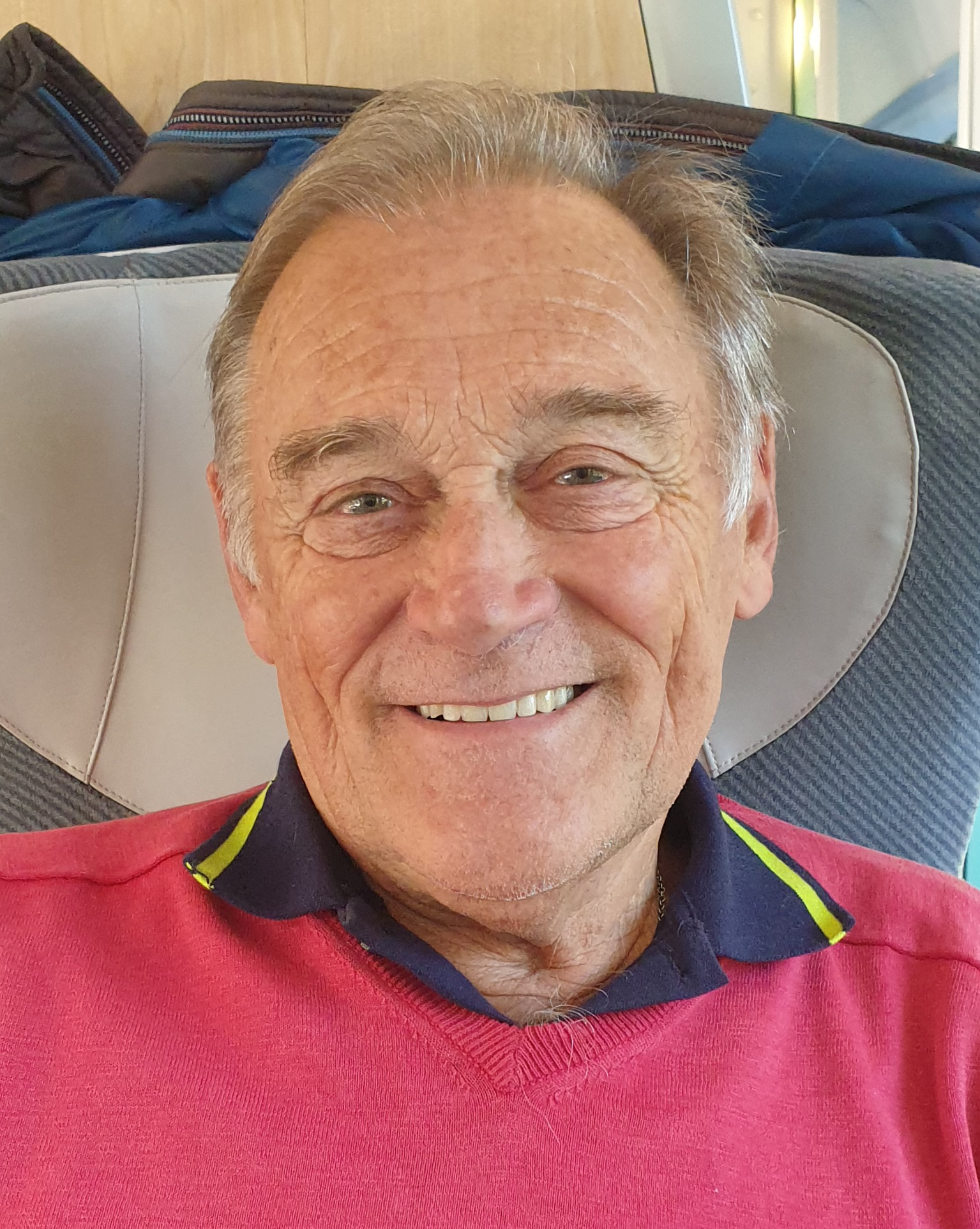
Yves Hézard en 2022.

Yves Hézard a été champion de France militaire sur route en 1969.
En 1970, il réalise une belle saison en remportant Paris-Rouen, Paris-Vailly, une étape du Grand Prix de l'Avenir ou encore Paris-Auxerre. À l'issue de cette saison, il est lauréat du Mérite Veldor du meilleur amateur.
Devenu professionnel en 1971 et vainqueur de la compétition, il fut déclassé du Championnat de France de cyclisme sur route pour cause de dopage, comme l'avaient été Paul Gutty l'année précédente et Désiré Letort en 1967.
Il participe au Tour de France 1972 dont il remporte la 7e étape de Bayonne à Pau. Il finit septième au classement général. L'année suivante, dans le Tour 1973, il abandonne à la 13e étape. Aux Tours 1975, 1976, 1978, 1979 et 1981, il n'obtient pas de succès et finit respectivement 21e, 45e, 17e, 17e et 71e.
En 1977, le rouleur nivernais, mesurant un mètre 77  pour un poids de forme de 70 kilos, devient champion de France de poursuite. 
En quittant le peloton professionnel, Yves Hézard devient entraîneur national de 1982 à 1987. 
Puis il revient près du peloton en devenant directeur sportif de la formation équipe cycliste La Vie claire qui deviendra Toshiba de 1988 à 1991. À la fin de l'année 1990, il est remplacé par Bernard Vallet. En 1992, la société Mavic le recrute et il devient responsable du département Sports marketing. Il est présent à ce titre dans toutes les caravanes du Tour.
Durant le Tour de France 2006, lors de l'étape de Morzine, pour fêter son départ à la retraite et pour le remercier de sa participation active aux différents Tours de France, Jean-Marie Leblanc lui a remis le Plateau d'Argent du Tour de France.

## Palmarès

### Palmarès amateur
- Amateur
  - 1965-1970 : 60 victoires
- 1967
  - Prix de la Saint-Leu
- 1968
  - Circuit boussaquin
  - Prix de la Saint-Leu
  - Prix des Œufs Durs
  - 2e de Paris-Blancafort
- 1969
  -  Champion de France des militaires sur route
  - 5e étape du Tour du Limousin
  - Grand Prix de Chapeau
  - 3e étape du Tour Nivernais Morvan
  - 3e étape du Tour de l'Yonne
  - 1rea (contre-la-montre), 3e et 9e étapes du Tour de Roumanie
  - 2e de Paris-Troyes
- 1970
  - Vainqueur du Mérite Veldor
  - Grand Prix Thermogaz
  - Paris-Rouen
  - Paris-Vailly
  - 4e étape du Tour du Loir-et-Cher
  - 6e étape du Tour Nivernais Morvan
  - Paris-Saint-Pourçain
  - 5e étape du Grand Prix de l'Avenir
  - Flèche d'or (avec Joël Millard)
  - Paris-Auxerre
  - 2e du Grand Prix des Nations amateurs
  - 3e de Paris-Garchy
  - 3e du Grand Prix de Villapourçon

### Palmarès professionnel
- 1971
  - Grand Prix de Roquebrune
  - 3e de l'Étoile des Espoirs
  - 4e du Grand Prix des Nations
  - 6e du Critérium du Dauphiné libéré
  - 10e de Milan-San Remo
- 1972
  - Quatre Jours de Dunkerque :
    - Classement général
    - 1re étape

  - 7e étape du Tour de France
  - 2e de la Course de côte du mont Chauve
  - 3e du Grand Prix du Midi libre
  - 3e du Grand Prix des Nations
  - 4e du Super Prestige Pernod
  - 5e du Critérium du Dauphiné libéré
  - 7e du Tour de France
  - 9e de Paris-Nice
- 1973
  - 4e étape du Tour de l'Aude
  - Tour d'Indre-et-Loire :
    - Classement général
    - 3eb étape (contre-la-montre)

  - 2e de Paris-Bourges
  - 10e de Paris-Nice
- 1975
  - 4e du Grand Prix des Nations
- 1976
  - 2e du Critérium national
  - 2e du Circuit de la Sarthe
  - 2e du Tour d'Indre-et-Loire
- 1977
  -  Champion de France de poursuite
  - 4e étape du Tour de Corse
- 1978
  - Grand Prix de Fourmies
  - Route nivernaise
  - 3e du Critérium international
  - 4e de Milan-San Remo
  - 5e de Paris-Nice
  - 8e de Liège-Bastogne-Liège
  - 9e du Tour de Romandie
- 1979
  - 2e étape du Tour du Limousin
- 1980
  - Paris-Bourges :
    - Classement général
    - 1rea étape

  - 2e du Tour d'Armorique
- 1981
  - Prologue du Tour du Tarn

## Résultats sur les grands tours

### Tour de France
7 participations 
- 1972 : 7e, vainqueur de la 7e étape
- 1973 : abandon (13e étape)
- 1975 : 21e
- 1976 : 45e
- 1978 : 17e
- 1979 : 17e
- 1981 : 71e

### Tour d'Italie
1 participation 
- 1979 : 44e